# Акет

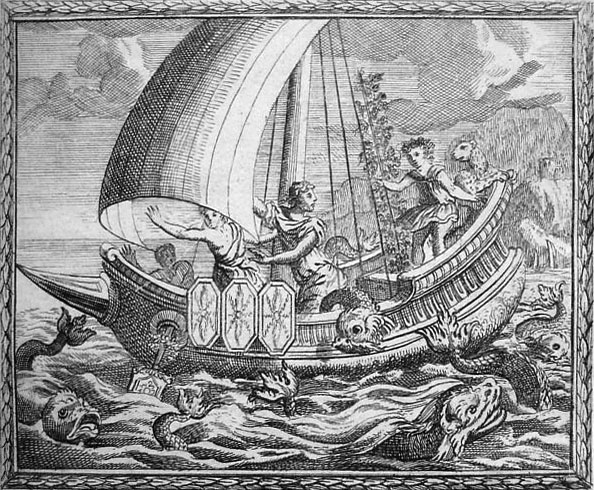
Иллюстрация из «Метаморфоз III»

Акет или Акойт (др.-греч. Ἀκοίτης, лат. Ăcoetēs) — кормчий (лоцман) корабля тирренских пиратов-работорговцев, захвативших Диониса в плен.
Впоследствии, прощённый богом, стал жрецом Диониса в Дионисовом храме на Наксосе.
Известен также другой Акет — отец Лаокоонта.